# Río Quito
Río Quito est une municipalité située dans le département du Chocó, en Colombie.

## Géographie
La municipalité est située dans la partie centrale du département du Chocó, dans la région du Pacifique colombien. Elle s’étend sur environ 700 km2 et se trouve à une altitude moyenne de 45 m. Le territoire est traversé par le fleuve Río Quito, qui a donné son nom à la municipalité. Le climat est équatorial, chaud et très humide, avec des précipitations annuelles parmi les plus élevées du pays.

## Histoire
Río Quito a été érigée en municipalité au début des années 1990, à partir de territoires qui dépendaient auparavant d’autres municipalités du Chocó. Sa création visait à donner une meilleure représentation administrative aux communautés afro-colombiennes et autochtones installées dans cette zone.

## Population
Selon le recensement de 2018 du DANE, la municipalité compte environ 8 000 habitants. La population est majoritairement composée de communautés afro-colombiennes, avec également une présence significative de peuples autochtones. La densité de population est faible, la plupart des habitants vivant dans des villages dispersés le long des rivières.

## Économie
L’économie repose principalement sur :
- l’agriculture de subsistance (maïs, banane plantain, manioc) ;
- la pêche artisanale ;
- l’exploitation forestière et aurifère, bien que ces activités posent des défis en matière de durabilité et d’environnement.

## Culture et société
Les traditions culturelles afro-colombiennes y sont très présentes, notamment dans la musique (chirimía, marimba) et les fêtes religieuses. Le territoire est également marqué par des pratiques ancestrales liées aux communautés autochtones.